# Витекинд III (Валдек и Шваленберг)
Витекинд III фон Валдек и Шваленберг (Видукинд III) (на немски: Wittekind III von Waldeck und Schwalenberg) е граф на Шваленберг (1178 – 1190) и граф на Валдек (1184 – 1190).

## Биография
Той е най-възрастният син на граф Фолквин II фон Шваленберг († 1177/1178), основател на Дом Валдек, и втората му съпруга Лутруд.
На 1 август 1179 г. той попада в битка при Оснабрюк в плен на хората на херцог Хайнрих Лъв. През 1180/1181 г. той отново участва в боевете против Хайнрих I Лъв.
Около 1184 г. Витекинд поделя собственостите на рода с чичо си Витекинд II фон Шваленберг. След това той пръв от фамилията се нарича „граф фон Валдек“ и мести резиденцията си в замък Валдек.
През 1185 г. участва с братята си в основаването на манастир Мариенфелд (Campus Sanctae Mariae). През 1189 г. Витекинд продава фогтая Падерборн на манастир Абдингхоф, за да финансира участието си в третия кръстоносен поход и тръгва с император Фридрих I Барбароса. По пътя Витекинд умира най-късно през 1190 г. Наследен е от брат му Хайнрих I.